# Lois (Vorname)
Lois ist je nach Herkunft ein männlicher oder weiblicher Vorname.

## Herkunft und Bedeutung
Der weibliche Name Lois (Λωΐς Lō'ís) stammt aus dem Altgriechischen. Er wird vom Wort λωίων lōíōn abgeleitet und bedeutet „besser“ oder „begehrenswerter“. In der Bibel ist Lois die Großmutter des Timotheus (2 Tim 1,5 ). Es kann sich bei Lois aber auch um eine alternative Schreibweise des französischen Namens Louise handeln.
Beim männlichen Namen Lois handelt es sich um eine deutsche Kurzform von Alois oder die galicische Variante von Louis.

## Verbreitung
In Deutschland ist der Name Lois sehr selten. Er wird häufiger an Mädchen als an Jungen vergeben.
Im englischen Sprachraum verbreitete sich der Name nach der Reformation. In den USA war Lois bis in die 1940er Jahre hinein ein sehr beliebter weiblicher Vorname, dann sank die Popularität jedoch rapide. Ein ähnliches Bild zeigte sich auch in Kanada. In England und Wales war der Name in den 1990er Jahren noch mäßig beliebt, in den vergangenen 10 Jahren sank jedoch auch dort die Popularität (Stand: 2022).
In den Niederlanden ist der Name in der Schreibweise Loïs relativ beliebt.

## Varianten

### Weibliche Varianten
- Deutsch, Dänisch, Norwegisch, Schwedisch, Polnisch, Rumänisch: Lois
- Spanisch, Kroatisch: Loida
- Portugiesisch: Loide
- Französisch, Niederländisch: Loïs
- Italienisch: Lòide
- Tschechisch: Lóis
- Slowakisch: Lojda

Als Variante von Louise: siehe Luise

### Männliche Varianten
siehe Ludwig bzw. Alois

## Namenstag
Im Katholizismus wird der Namenstag für Lois (Alois) an folgenden Tagen gefeiert:
- 21. Juni: nach Alois von Gonzaga (1568–1591)
- 24. Oktober: nach Alois Guanella (1886–1915)

## Namensträger

### Weibliche Namensträger
- Lois Abbingh (* 1992), niederländische Handballspielerin
- Loïs Boisson (* 2003), französische Tennisspielerin
- Lois Brandwynne, US-amerikanische Pianistin und Musikpädagogin
- Lois Burwell (* 1960), britische Maskenbildnerin
- Lois Capps (* 1938), US-amerikanische Politikerin
- Lois Chiles (* 1947), US-amerikanische Schauspielerin
- Lois Duncan (1934–2016), US-amerikanische Schriftstellerin
- Lois Fisher-Dietzel (* 1940), deutsch-amerikanische Buchautorin
- Lois Frankel (* 1948), US-amerikanische Politikerin
- Lois Freeman-Fox (* 1947), US-amerikanische Filmeditorin, Bildhauerin, Malerin und Hochschullehrerin
- Lois Geary (1929–2014), US-amerikanische Schauspielerin
- Lois Gibbs (* 1951), amerikanische Umweltaktivistin
- Lois Gibson (1930–2007), US-amerikanische Drehbuchautorin
- Lois Gould (1931–2002), US-amerikanische Schriftstellerin
- Lois Gunden (1915–2005), „Gerechte unter den Völkern“
- Lois Hart (* 1950), US-amerikanische Journalistin und Nachrichtensprecherin
- Lois Hole (1933–2005), kanadische Politikerin und Schriftstellerin
- Lois Howe (1864–1964), amerikanische Architektin
- Lois Lane (* 1944), britische Sängerin, Gitarristin und Songschreiberin
- Lois Long (1901–1974), amerikanische Kolumnistin
- Lois Lowry (* 1937), US-amerikanische Autorin
- Lois Irene Marshall (1873–1958), Ehefrau von Thomas R. Marshall (Vizepräsident der USA)
- Lois Maxwell (1927–2007), kanadische Schauspielerin
- Lois McMaster Bujold (* 1949), US-amerikanische Autorin
- Lois Mitchell (* 1939), kanadische Unternehmerin und Philanthropin
- Lois Moran (1909–1990), US-amerikanische Bühnen- und Filmschauspielerin
- Lois Nettleton (1927–2008), amerikanische Schauspielerin
- Lois Otte (* 1986), belgische Fußballschiedsrichterin
- Lois Rosindale (* 1990), Duathletin und Triathletin aus dem Vereinigten Königreich
- Lois Smith (* 1930), US-amerikanische Schauspielerin
- Lois Weber (1879–1939), US-amerikanische Filmregisseurin
- Lois Welk, US-amerikanische Tänzerin, Choreographien und Tanzpädagogin
- Lois Wilson (1894–1988), US-amerikanische Schauspielerin
- Lois Wyse (1926–2007), US-amerikanische Autorin und Kolumnistin

### Männliche Namensträger
- Lois Anvidalfarei (* 1962), Südtiroler Bildhauer
- Lois Craffonara (* 1940), ladinischer Philologe und Historiker
- Loïs Diony (* 1992), französischer Fußballspieler
- Lois Lammerhuber (* 1952), österreichischer Fotograf, Autor, Kurator und Ausstellungsmacher
- Lois Maynard (* 1989), englischer Fußballspieler
- Loïs Openda (* 2000), belgischer Fußballspieler
- Lois Pereiro (1958–1996), spanischer Dichter, Schriftsteller und Übersetzer
- Lois Pregartbauer (1899–1971), österreichischer Maler und Grafiker
- Lois Renner (1961–2021), österreichischer bildender Künstler
- Lois Schiferl (1906–1979), österreichischer Lehrer und Mundartdichter
- Lois Weinberger (1902–1961), österreichischer Gewerkschafter, Politiker (VF/ÖVP) und Widerstandskämpfer
- Lois Weinberger (1947–2020), österreichischer Künstler
- Lois Welzenbacher (1889–1955), österreichischer Architekt

### Fiktive Namensträger
- Lois Griffin, Ehefrau von Peter Griffin in der Serie Family Guy
- Lois Lane, Partnerin von Superman
- Lois, Malcolms Mutter in der Serie Malcolm mittendrin